# Bologna Football Club 1990-1991
Questa voce raccoglie le informazioni riguardanti il Bologna Football Club nelle competizioni ufficiali della stagione 1990-1991.

## Storia
Nella stagione 1990-91 i rossoblù terminano all'ultimo posto in campionato, retrocedendo così in seconda serie. Al terzo anno di Serie A il Bologna paga a caro prezzo la crisi societaria, il presidente Gino Corioni vorrebbe cedere la società, il tecnico delle scorse stagioni Gigi Maifredi passa alla Juventus, portandosi appresso lo stopper Marco De Marchi. Al Bologna si parte con il professor Franco Scoglio in panchina, ma con cinque sconfitte nelle prime sei giornate in campionato e conseguente ultimo posto in classifica, viene sollevato dall'incarico il tecnico, sostituito da Luigi Radice. È un Bologna comunque fragile in difesa, mentre in attacco il turco svizzero Kubilay Türkyilmaz trova spesso la via della rete, ne realizza 10 in stagione, mentre l'ungherese Lajos Détári ha buone fiammate, ma si dimostra spesso discontinuo. Al termine del girone di andata il Bologna è terz'ultimo con 12 punti. Nel girone di ritorno arriva il peggio, con soli 6 punti ottenuti, la squadra rossoblù si piazza all'ultimo posto con 18 punti, retrocedendo in Serie B con il Cesena, il Pisa e il Lecce. Si tratta del peggior risultato di sempre nella storia del Bologna. Una stagione per certi versi strana e amara, che lascia nell'animo la convinzione di una rosa che avrebbe potuto e dovuto salvarsi, lo dimostra il percorso da applausi in Coppa UEFA e anche il discreto percorso in Coppa Italia che in primavera, gli ha fatto sfiorare le semifinali in entrambe le manifestazioni.

## Divise e sponsor

Il neoacquisto Kubilay Türkyılmaz (a sinistra) sfugge al milanista Franco Baresi nella sfida casalinga del 6 gennaio 1991 (1-1) indossando la prima maglia

Le maglie adottate per la stagione 1990-1991 sono a cinque strisce verticali rossoblù, pantaloncini bianchi e calzettoni blu. La divisa di riserva è bianca con due sottili strisce orizzontali rossa e blu. Lo sponsor della stagione è Mercatone Uno e lo sponsor tecnico Uhlsport.
| Casa | Trasferta | Portiere |

## Rosa
| N. |                     | Ruolo | Calciatore              |
| -- | ------------------- | ----- | ----------------------- |
|    | Italia (bandiera)   | P     | Nello Cusin             |
|    | Italia (bandiera)   | P     | Marco Pilato            |
|    | Italia (bandiera)   | P     | Gianluigi Valleriani    |
|    | Italia (bandiera)   | D     | Rosario Biondo          |
|    | Italia (bandiera)   | D     | Antonio Cabrini         |
|    | Bulgaria (bandiera) | D     | Nikolaj Iliev           |
|    | Italia (bandiera)   | D     | Pietro Mariani          |
|    | Italia (bandiera)   | D     | Paolo Negro             |
|    | Italia (bandiera)   | D     | Martino Traversa        |
|    | Italia (bandiera)   | D     | Roberto Tricella        |
|    | Italia (bandiera)   | D     | Rufo Emiliano Verga     |
|    | Italia (bandiera)   | D     | Renato Villa (capitano) |
|    | Italia (bandiera)   | C     | Giuseppe Anaclerio      |

| N. |                       | Ruolo | Calciatore                     |
| -- | --------------------- | ----- | ------------------------------ |
|    | San Marino (bandiera) | C     | Massimo Bonini (vice capitano) |
|    | Ungheria (bandiera)   | C     | Lajos Détári                   |
|    | Italia (bandiera)     | C     | Pierluigi Di Già               |
|    | Italia (bandiera)     | C     | Romano Galvani                 |
|    | Italia (bandiera)     | C     | Michele Nesi                   |
|    | Italia (bandiera)     | C     | Egidio Notaristefano           |
|    | Italia (bandiera)     | C     | Fabio Poli                     |
|    | Italia (bandiera)     | C     | Marco Schenardi                |
|    | Italia (bandiera)     | A     | Giuseppe Campione              |
|    | Italia (bandiera)     | A     | Giuseppe Lorenzo               |
|    | Svizzera (bandiera)   | A     | Kubilay Türkyılmaz             |
|    | Germania (bandiera)   | A     | Herbert Waas                   |

## Risultati

### Serie A

#### Girone di andata
| Arbitro: | Stafoggia (Pesaro) |

|  |           |                |
|  | Marcatori | 17’ Piovanelli |

| Arbitro: | Baldas (Trieste) |

|             |           |  |
| Bianchi 90’ | Marcatori |  |

| Arbitro: | Coppetelli (Tivoli) |

|                                |           |            |
| Lombardo 49’ Mychajlyčenko 87’ | Marcatori | 89’ Détári |

| Arbitro: | Longhi (Roma) |

|           |           |  |
| Iliev 78’ | Marcatori |  |

| Arbitro: | Trentalange (Torino) |

|                                |           |                  |
| Madonna 9’ Riedle 50’ Sosa 88’ | Marcatori | 87’ (rig.) Iliev |

| Arbitro: | Beschin (Legnago) |

|  |           |            |
|  | Marcatori | 66’ Ciocci |

| Genova 28 ottobre 1990 7ª giornata | Genoa           | 0 – 0 referto | Bologna | Stadio Luigi Ferraris\| Arbitro: \| Nicchi (Arezzo) \| |
| Arbitro:                           | Nicchi (Arezzo) |               |         |                                                        |

| Arbitro: | F. Baldas (Trieste) |

|  |           |                      |
|  | Marcatori | 65’ (rig.) R. Baggio |

| Arbitro: | Frigerio (Milano) |

|                                              |           |  |
| Cabrini 51’ (rig.) Detari 61’ P. Mariani 81’ | Marcatori |  |

| Arbitro: | Pairetto (Torino) |

|                                                   |           |          |
| Berthold 27’ Aldair 60’ Desideri 88’ Völler 90+1’ | Marcatori | 37’ Poli |

| Arbitro: | Nicchi (Arezzo) |

|                |           |               |
| Turkyilmaz 73’ | Marcatori | 28’ Strömberg |

| Arbitro: | Cornieti (Forlì) |

|              |           |                |
| A. Melli 13’ | Marcatori | 88’ Türkyılmaz |

| Arbitro: | Ceccarini (Livorno) |

|                      |           |                |
| Alejnikov 60’ (aut.) | Marcatori | 14’ A. Morello |

| Arbitro: | Pezzella (Frattamaggiore) |

|           |           |  |
| Fuser 15’ | Marcatori |  |

| Arbitro: | Coppetelli (Tivoli) |

|                |           |           |
| Türkyılmaz 35’ | Marcatori | 8’ Gullit |

| Cagliari 13 gennaio 1991 16ª giornata | Cagliari           | 0 – 0 referto | Bologna | Stadio Sant'Elia\| Arbitro: \| Sguizzato (Verona) \| |
| Arbitro:                              | Sguizzato (Verona) |               |         |                                                      |

| Arbitro: | Magni (Bergamo) |

|                   |           |  |
| Notaristefano 89’ | Marcatori |  |

#### Girone di ritorno
| Arbitro: | Longhi (Roma) |

|                       |           |                                   |
| Padovano 17’ Neri 69’ | Marcatori | 83’ (rig.) Türkyılmaz 90’ Cabrini |

| Bologna 3 febbraio 1991, ore 15:00 CET 19ª giornata | Bologna            | 0 – 0 referto | Inter | Stadio Renato Dall'Ara\| Arbitro: \| Sguizzato (Verona) \| |
| Arbitro:                                            | Sguizzato (Verona) |               |       |                                                            |

| Arbitro: | Lanese (Messina) |

|  |           |                                          |
|  | Marcatori | 43’ Katanec 77’ Vialli 85’ Mychajlyčenko |

| Arbitro: | Frigerio (Milano) |

|                                            |           |                   |
| Bresciani 4’, 68’ Lentini 65’ Policano 72’ | Marcatori | 44’ Notaristefano |

| Arbitro: | F. Baldas (Trieste) |

|                |           |                     |
| Turkyilmaz 85’ | Marcatori | 22’ Riedle 78’ Sosa |

| Arbitro: | Luci (Firenze) |

|                              |           |                              |
| Amarildo 50’, 62’ Ciocci 86’ | Marcatori | 27’ Di Già 67’ (aut.) Nobile |

| Arbitro: | Merlino (Torre del Greco) |

|  |           |                               |
|  | Marcatori | 36’, 48’, 76’ (rig.) Aguilera |

| Arbitro: | Bazzoli (Merano) |

|                      |           |          |
| R. Baggio 90’ (rig.) | Marcatori | 31’ Waas |

| Arbitro: | Bruni (Arezzo) |

|                                        |           |  |
| Maiellaro 44’, 61’ João Paulo 45’, 73’ | Marcatori |  |

| Arbitro: | Luci (Firenze) |

|                                  |           |                                               |
| Détári 27’ Türkyılmaz 31’ (rig.) | Marcatori | 35’ Rizzitelli 64’ Desideri 83’ (rig.) Völler |

| Arbitro: | Fucci (Salerno) |

|                                         |           |  |
| Pasciullo 5’, 41’ Perrone 39’ Evair 89’ | Marcatori |  |

| Arbitro: | Ciniciripini (Ascoli Piceno) |

|                |           |                                   |
| Türkyılmaz 37’ | Marcatori | 33’ A. Melli 82’ Grün 90’ Minotti |

| Arbitro: | Boggi (Salerno) |

|             |           |                              |
| Mazinho 32’ | Marcatori | 70’, 88’ Turkyilmaz 76’ Waas |

| Arbitro: | Cardona (Milano) |

|                |           |           |
| P. Mariani 25’ | Marcatori | 15’ Fuser |

| Arbitro: | Nicchi (Arezzo) |

|                                                                   |           |  |
| Van Basten 17’, 64’ (rig.), 72’ Evani 55’ Simone 58’ Rijkaard 90’ | Marcatori |  |

| Arbitro: | Trentalange (Torino) |

|                     |           |                  |
| Firicano 78’ (aut.) | Marcatori | 33’, 73’ Fonseca |

| Arbitro: | Fabricatore (Roma) |

|                                  |           |                        |
| Zola 4’ Careca 9’ Incocciati 52’ | Marcatori | 80’, 90’ (rig.) Détári |

### Coppa Italia

#### Turni preliminari
| Arbitro: | Boemo (Cervignano del Friuli) |

|                                     |           |              |
| Waas 11’, 55’ Poli 40’ Tricella 74’ | Marcatori | 4’ Melchiori |

| Arbitro: | Cesari (Genova) |

|             |           |  |
| Zanutta 47’ | Marcatori |  |

#### Fase finale
| Arbitro: | Fabricatore (Roma) |

|                     |           |  |
| Presicci 43’ (aut.) | Marcatori |  |

| Arbitro: | Coppetelli (Tivoli) |

|            |           |                            |
| Zanone 89’ | Marcatori | 44’ Poli 73’ Notaristefano |

| Arbitro: | Amendolia (Messina) |

|  |           |             |
|  | Marcatori | 70’ Galvani |

| Arbitro: | Beschin (Legnago) |

|             |           |                                      |
| Mariani 53’ | Marcatori | 71’ Mauro 88’ Ferrara 90’ Incocciati |

### Coppa UEFA
| Arbitro: | Lund-Soerensen |

|  |           |            |
|  | Marcatori | 78’ Bonini |

| Arbitro: | Blattmann |

|            |           |  |
| Di Già 89’ | Marcatori |  |

| Arbitro: | Enriquez Negreira |

|                             |           |                   |
| Foster 7’, 24’ Ferguson 38’ | Marcatori | 60’ Notaristefano |

| Arbitro: | van Swieten |

|                                  |           |  |
| Détári 19’ Villa 73’ Mariani 87’ | Marcatori |  |

| Arbitro: | Hartmann |

|                                |           |  |
| Gretschnig 31’, 55’ Müller 36’ | Marcatori |  |

| Arbitro: | Tritschler |

|                                                                 |                      |                                                              |
| Waas 7’ Cabrini 51’ (rig.) Negro 70’                            | Marcatori            |                                                              |
| Tricella Bonini Verga Waas Cabrini Notaristefano Biondo Lorenzo | Tiri di rigore 6 – 5 | Marschall Elsner Müller Gramann Degeorgi Artner Binder Dötzl |

| Arbitro: | Larsson |

|                |           |              |
| Turkyilmaz 50’ | Marcatori | 86’ Luizinho |

| Arbitro: | Quiniou |

|                             |           |  |
| Cadete 20’ Gomes 80’ (rig.) | Marcatori |  |

## Statistiche

### Statistiche di squadra
Statistiche aggiornate al 26 maggio 1991.
| Competizione | Punti | In casa | In casa | In casa | In casa | In casa | In casa | In trasferta | In trasferta | In trasferta | In trasferta | In trasferta | In trasferta | Totale | Totale | Totale | Totale | Totale | Totale | DR  |
| Competizione | Punti | G       | V       | N       | P       | Gf      | Gs      | G            | V            | N            | P            | Gf           | Gs           | G      | V      | N      | P      | Gf     | Gs     | DR  |
| ------------ | ----- | ------- | ------- | ------- | ------- | ------- | ------- | ------------ | ------------ | ------------ | ------------ | ------------ | ------------ | ------ | ------ | ------ | ------ | ------ | ------ | --- |
| Serie A      | 18    | 17      | 3       | 4       | 9       | 14      | 23      | 17           | 1            | 6            | 11           | 15           | 40           | 34     | 4      | 10     | 20     | 29     | 63     | -34 |
| Coppa Italia | -     | 3       | 2       | 0       | 1       | 6       | 4       | 3            | 2            | 0            | 1            | 3            | 2            | 6      | 4      | 0      | 2      | 9      | 6      | +3  |
| Coppa UEFA   | -     | 4       | 2       | 2       | 0       | 8       | 2       | 4            | 1            | 0            | 3            | 2            | 8            | 8      | 3      | 2      | 3      | 10     | 10     | 0   |
| Totale       | -     | 24      | 7       | 6       | 10      | 28      | 29      | 24           | 4            | 6            | 15           | 20           | 50           | 48     | 11     | 12     | 25     | 48     | 79     | -31 |

### Statistiche dei giocatori
| Giocatore        | Serie A  | Serie A | Serie A     | Serie A    | Coppa Italia | Coppa Italia | Coppa Italia | Coppa Italia | Coppa UEFA | Coppa UEFA | Coppa UEFA  | Coppa UEFA | Totale   | Totale | Totale      | Totale     |
| Giocatore        | Presenze | Reti    | Ammonizioni | Espulsioni | Presenze     | Reti         | Ammonizioni  | Espulsioni   | Presenze   | Reti       | Ammonizioni | Espulsioni | Presenze | Reti   | Ammonizioni | Espulsioni |
| ---------------- | -------- | ------- | ----------- | ---------- | ------------ | ------------ | ------------ | ------------ | ---------- | ---------- | ----------- | ---------- | -------- | ------ | ----------- | ---------- |
| G. Anaclerio     | 9        | 0       | ?           | ?          | 4            | 0            | ?            | ?            | 1          | 0          | ?           | ?          | 14       | 0      | ?           | ?          |
| R. Biondo        | 25       | 0       | ?           | ?          | 4            | 0            | ?            | ?            | 6          | 0          | ?           | ?          | 35       | 0      | ?           | ?          |
| M. Bonini        | 12       | 0       | ?           | ?          | 1            | 0            | ?            | ?            | 6          | 1          | ?           | ?          | 19       | 1      | ?           | ?          |
| A. Cabrini       | 23       | 2       | ?           | ?          | -            | -            | -            | -            | 5          | 1          | ?           | ?          | 28       | 3      | 0+          | 0+         |
| G. Campione      | 1        | 0       | ?           | ?          | -            | -            | -            | -            | 3          | 0          | ?           | ?          | 4        | 0      | 0+          | 0+         |
| N. Cusin         | 24       | -32     | ?           | ?          | 3            | -2           | ?            | ?            | 6          | -6         | ?           | ?          | 33       | -40    | ?           | ?          |
| L. Detari        | 15       | 5       | ?           | ?          | -            | -            | -            | -            | 3          | 1          | ?           | ?          | 18       | 6      | 0+          | 0+         |
| P. Di Già        | 27       | 1       | ?           | ?          | 4            | 0            | ?            | ?            | 6          | 1          | ?           | ?          | 37       | 2      | ?           | ?          |
| R. Galvani       | 22       | 0       | ?           | ?          | 4            | 1            | ?            | ?            | 2          | 0          | ?           | ?          | 28       | 1      | ?           | ?          |
| N. Iliev         | 5        | 2       | ?           | ?          | -            | -            | -            | -            | 3          | 0          | ?           | ?          | 8        | 2      | 0+          | 0+         |
| G. Lorenzo       | 12       | 0       | ?           | ?          | -            | -            | -            | -            | 6          | 0          | ?           | ?          | 18       | 0      | 0+          | 0+         |
| P. Mariani       | 29       | 2       | ?           | ?          | 3            | 1            | ?            | ?            | 7          | 1          | ?           | ?          | 39       | 4      | ?           | ?          |
| P. Negro         | 23       | 0       | ?           | ?          | 3            | 0            | ?            | ?            | 5          | 1          | ?           | ?          | 31       | 1      | ?           | ?          |
| M. Nesi          | 1        | 0       | ?           | ?          | -            | -            | -            | -            | -          | -          | -           | -          | 1        | 0      | 0+          | 0+         |
| E. Notaristefano | 16       | 2       | ?           | ?          | 3            | 1            | ?            | ?            | 4          | 1          | ?           | ?          | 23       | 4      | ?           | ?          |
| M. Pilato        | 6        | -16     | ?           | ?          | -            | -            | -            | -            | -          | -          | -           | -          | 6        | -16    | 0+          | 0+         |
| F. Poli          | 15       | 1       | ?           | ?          | 3            | 2            | ?            | ?            | 3          | 0          | ?           | ?          | 21       | 3      | ?           | ?          |
| M. Schenardi     | 18       | 0       | ?           | ?          | 4            | 0            | ?            | ?            | 2          | 0          | ?           | ?          | 24       | 0      | ?           | ?          |
| M. Traversa      | 5        | 0       | ?           | ?          | -            | -            | -            | -            | 1          | 0          | ?           | ?          | 6        | 0      | 0+          | 0+         |
| R. Tricella      | 23       | 0       | ?           | ?          | 4            | 1            | ?            | ?            | 7          | 0          | ?           | ?          | 34       | 1      | ?           | ?          |
| K. Turkylmaz     | 22       | 9       | ?           | ?          | 3            | 0            | ?            | ?            | 2          | 1          | ?           | ?          | 27       | 10     | ?           | ?          |
| G. Valleriani    | 5        | -15     | ?           | ?          | 2            | -4           | ?            | ?            | 2          | -3         | ?           | ?          | 9        | -22    | ?           | ?          |
| R. Verga         | 26       | 0       | ?           | ?          | 3            | 0            | ?            | ?            | 8          | 0          | ?           | ?          | 37       | 0      | ?           | ?          |
| R. Villa         | 31       | 0       | ?           | ?          | 3            | 0            | ?            | ?            | 5          | 1          | ?           | ?          | 39       | 1      | ?           | ?          |
| H. Waas          | 32       | 2       | ?           | ?          | 4            | 2            | ?            | ?            | 7          | 1          | ?           | ?          | 43       | 5      | ?           | ?          |